# Виголцоне
Виголцо̀не (на италиански: Vigolzone, на местен диалект Vigulson, Вигулсон) е малко градче и община в северна Италия, провинция Пиаченца, регион Емилия-Романя. Разположено е на 151 m надморска височина. Населението на общината е 4314 души (към 2010 г.).